# Charmes-sur-l’Herbasse
Charmes-sur-l’Herbasse település Franciaországban, Drôme megyében. Lakosainak száma 823 fő (2022. január 1.). Charmes-sur-l’Herbasse Bathernay, Crépol, Margès, Montchenu, Ratières és Saint-Donat-sur-l’Herbasse községekkel határos.

## Népesség
A település népességének változása:
| Lakosok száma | 455  | 530  | 631  | 840  | 923  | 936  | 927  | 887  | 867  | 823  |
|               | 1968 | 1982 | 1990 | 2006 | 2013 | 2015 | 2017 | 2019 | 2020 | 2022 |